# 1436
- Wikisource

| Calendário gregoriano                                                        | 1436 MCDXXXVI                                        |
| Ab urbe condita                                                              | 2189                                                 |
| Calendário arménio                                                           | 885 – 886                                            |
| Calendário bahá'í                                                            | -408 – -407                                          |
| Calendário budista                                                           | 1980                                                 |
| Calendário chinês                                                            | 4132 – 4133 Início a 18 de janeiro (aproximadamente) |
| Calendário copta                                                             | 1152 – 1153                                          |
| Calendário etíope                                                            | 1428 – 1429                                          |
| Calendários hindus - Vikram Samvat - Calendário nacional indiano - Cáli Iuga | 1491 – 1492 1357 – 1358 4536 – 4537                  |
| Calendário Holoceno                                                          | 11436                                                |
| Calendário islâmico                                                          | 839 – 840                                            |
| Calendário judaico                                                           | 5196 – 5197                                          |
| Calendário persa                                                             | 814 – 815                                            |
| Calendário rúnico                                                            | 1686                                                 |
| Calendário solar tailandês                                                   | 1979                                                 |

1436 (MCDXXXVI, na numeração romana) foi um ano bissexto do século XV do Calendário Juliano, da Era de Cristo, e as suas letras dominicais foram  A e G (52 semanas), teve início a um domingo e terminou a uma segunda-feira.
| Ano completo                       |
| ---------------------------------- |
| Ano bissexto com início ao domingo |

## Eventos
- Término da cúpula da Basílica Santa Maria del Fiore, Duomo di Firenze, projetada por Brunelleschi.
- O rei D. Duarte I de Portugal, para legitimar o prosseguimento da ação ultramarina, pediu ao Papa Eugénio IV uma bula que lhe submetesse e a seus sucessores, as terras conquistadas por Portugal aos infiéis ("Rex Regum").

## Nascimentos
- 6 de Junho - Johannes Müller von Königsberg, mais conhecido como Regiomontanus, matemático e cosmógrafo alemão (m. 1476).